# Kulturåret 1836

## Händelser
- 19 mars – Aubers opera Den stumma från Portici har Sverigepremiär på Kungliga Teatern i Stockholm och ges sjutton gånger för fullsatt hus.
- 24 augusti – Spelåret 1836/37 inleds på Kungliga teatern i Stockholm med "Tartuffe" och "Sen er i spegeln".[1]
- okänt datum – Beslut tas att bygga nytt teaterhus för Åbo Svenska Teater.[2]

## Priser och utmärkelser
- Kungliga priset – Anders Magnus Strinnholm

## Nya verk
- Illusionerna av Sophie von Knorring
- La Esmeralda av Victor Hugo (libretto från en opera skriven av Victor Hugo själv)
- Kaptenens dotter av Aleksandr Pusjkin
- Näsan av Nikolaj Gogol
- Första delen i den litterära följetongen Pickwickklubben (1836–1837) av Charles Dickens
- Torkel Knutsson, pjäs av Bernhard von Beskow (uppförd först 1862)
- Waldemar Klein av Emilie Flygare-Carlén

## Födda
- 8 januari – Lawrence Alma-Tadema (död 1912), brittisk målare.
- 5 februari – Frithiof Kjellberg (död 1885), svensk skulptör.
- 21 februari – Léo Delibes (död 1891), fransk tonsättare.
- 22 februari – Mitrofan Belajev (död 1904), rysk musikförläggare och musikfrämjare.
- 27 april – Eugen Felix (död 1906), österrikisk målare.
- 31 maj – Jules Chéret (död 1932), fransk målare och grafiker.
- 29 juni – Erika Amalia Paulson (död 1921), svensk ballerina.
- 19 september – Fredrika Stenhammar (död 1880), svensk sopran.
- 6 oktober – Albert Theodor Gellerstedt (död 1914), svensk arkitekt, poet och konstnär, ledamot av Svenska Akademien.
- 15 oktober – James Tissot (död 1902), fransk målare och illustratör.
- 18 november – W.S. Gilbert (död 1911), brittisk operettlibrettist.
- 23 november – Nina von Engeström (död 1908), svensk textilkonstnär.
- 13 december – Franz von Lenbach (död 1904), tysk målare.
- 21 december – Bertha Tammelin (död 1915), svensk skådespelare, operasångare och tonsättare.

## Avlidna
- 8 februari – Franziska Stading (född 1763), tysk-svensk operasångare.
- 6 mars – Henriette Löfman (född 1784), svensk tonsättare.
- 20 april – Robert Seymour (född 1798 eller 1800), illustratör, känd bland annat för att ha illustrerat delar av Pickwickklubben av Charles Dickens.
- 7 maj – Norbert Burgmüller (född 1810), tysk tonsättare.
- 28 maj – Anton Reicha (född 1770), österrikisk musikteoretiker och tonsättare.
- 26 juni – Claude Joseph Rouget de Lisle (född 1760), fransk ingenjörsofficer, författare och kompositör, skrev den franska nationalsången (”Marseljäsen”).
- 12 september – Christian Dietrich Grabbe (född 1801), tysk dramatiker.
- 23 september – Maria Malibran (född 1808), spansk mezzosopran.
- 26 december – Hans Georg Nägeli (född 1773), schweizisk tonsättare och musikförläggare.
- 29 december – Johann Baptist Schenk (född 1753), österrikisk tonsättare.